# 안혜진
안혜진(1998년 2월 16일~)은 대한민국의 배구 선수로 포지션은 세터이다. 현재 V-리그의 GS칼텍스 서울 KIXX 소속이다.

## 클럽 경력
육상을 하다 초등학교 5학년에 배구를 시작하였다. 강릉해람중학교와 강릉여자고등학교를 나왔다. 2016 신인선수 드래프트에서 1라운드 3순위로 GS칼텍스 서울 KIXX에 지명되었다. 2018-19 시즌 시작 직전 부상을 당한 팀의 주전 세터 이고은을 대신하여 팀의 주전 세터로 활약하였다. 별명은 '돌아이몽'과 '장충 신민아'라고 한다.
2022년 11월 26일, 12번째로 통산 4천 세트를 달성하였다.
2023년 2월 26일, 72개의 세트 성공으로 종전 기록인 71개를 넘어 역대 여자부 한 경기 최다 세트 성공 신기록을 세웠다.

## 국가대표팀
- 2014 U17 아시아 선수권 (in English) (4위)
- 2015 U18 세계 선수권 (in English) (13위)
- 2016 U19 아시아 선수권 (in English (5위)
- 2018 AVC컵 여자배구대회 (in English) (6위)
- 2019 FIVB 네이션스리그 (15위)
- 2021년 FIVB 여자 배구 네이션스리그 (in English) (15위)
- 2021 도쿄 하계 올림픽 2020 (4위)

## 수상 경력

### 단체 수상
- GS칼텍스 서울 KIXX (2016-)
  - V-리그
    - 챔피언결정전
      -  우승 (1회) : 2020-21

    - 정규리그
      -  1위 (1회) : 2020-21

  - KOVO컵
    -  우승 (3회) : 2017, 2020, 2022
    -  준우승 (1회) : 2021

### 개인 수상
- GS칼텍스 서울 KIXX (2016-)
  - V-리그 베스트7(세터) (1회) : 2020-21

## 방송
- 우리동네 예체능 160회

- 런닝맨  572회, 573회, 574-1회